# Элмор (тауншип, Миннесота)
Элмор (англ. Elmore) — тауншип в округе Фэрибо, Миннесота, США. На 2000 год его население составило 203 человека.

## География
По данным Бюро переписи населения США площадь тауншипа составляет 90,7 км², из которых 90,7 км² занимает суша, водоёмов нет.

## Демография
По данным переписи населения 2000 года здесь находились 203 человека, 87 домохозяйств и 66 семей.  Плотность населения —  2,2 чел./км².  На территории тауншипа расположено 97 построек со средней плотностью 1,1 построек на один квадратный километр. Расовый состав населения: 96,06 % белых, 0,49 % афроамериканцев, 2,46 % — других рас США и 0,99 % приходится на две или более других рас. Испанцы или латиноамериканцы любой расы составляли 3,45 % от популяции тауншипа.
Из 87 домохозяйств в 25,3 % воспитывались дети до 18 лет, в 70,1 % проживали супружеские пары, в 5,7 % проживали незамужние женщины и в 23,0 % домохозяйств проживали несемейные люди. 23,0 % домохозяйств состояли из одного человека, при том 11,5 % из — одиноких пожилых людей старше 65 лет. Средний размер домохозяйства — 2,33, а семьи — 2,69 человека.
20,7 % населения — младше 18 лет, 5,4 % — в возрасте от 18 до 24 лет, 15,3 % — от 25 до 44, 38,4 % — от 45 до 64, и 20,2 % — старше 65 лет. Средний возраст — 49 лет. На каждые 100 женщин приходилось 103,0 мужчин.  На каждые 100 женщин старше 18 приходилось 106,4 мужчин.
Средний годовой доход домохозяйства составлял 31 806 долларов, а средний годовой доход семьи —  34 000 долларов. Средний доход мужчин —  37 188  долларов, в то время как у женщин — 18 542. Доход на душу населения составил 25 557 долларов. За чертой бедности находились 5,9 % семей и 8,6 % всего населения тауншипа, из которых 25,8 % младше 18 и 3,4 % старше 65 лет.